# FFL Roselys (K57)
«Розелі» (англ. FFL Roselys (K57) — військовий корабель, корвет типу «Флавер» спочатку Королівського військово-морського флоту Великої Британії (як HMS Sundew (K57), а з вересня 1941 року військово-морських сил Вільної Франції в роки Другої світової війни.

## Історія
Корвет «Санд'ю» був закладений 4 листопада 1940 року на верфі компанії J. Lewis and Sons Ltd. в Абердині. 28 травня 1941 року він був спущений на воду, а 19 вересня 1941 року увійшов до складу Королівських ВМС Великої Британії. 17 вересня 1941 року переданий до ВМС Вільної Франції, ставши одним з дев'яти корветів цього типу, що змагалися у війні з французьким екіпажем на борту.
Корабель брав участь у бойових діях на морі в Другій світовій війні, супроводжував десятки конвоїв, підтримував висадку морського десанту в Нормандії.
З 23 по 31 травня 1942 року «Розелі» входив до сил ескорту конвою PQ 16, який супроводжував 35 транспортних суден (21 американське, 4 радянські, 8 британських, 1 голландське та одне під панамським прапором) до Мурманська від берегів Ісландії зі стратегічними вантажами і військовою технікою з США, Канади і Великої Британії. Його супроводжували 17 ескортних кораблів союзників, до острова Ведмежий конвой прикривала ескадра з 4 крейсерів і 3 есмінців. З 35 суден конвою 8 було потоплено німецькими субмаринами, торпедоносцями та 2 зазнали пошкоджень.
26 червня 1942 року «Розелі» вийшов з ближнім ескортом конвою QP 13, куди входили радянські есмінці «Грозний», «Куйбишев» та «Гремящий», британський «Тартар» і тральщики «Брамбл», «Хазард», «Леда», «Сігал».